# Liste der Kulturdenkmale in Gastewitz (Grimma)
In der Liste der Kulturdenkmale in Gastewitz sind die Kulturdenkmale des Grimmaer Ortsteils Gastewitz verzeichnet, die bis Juli 2024 vom Landesamt für Denkmalpflege Sachsen erfasst wurden (ohne archäologische Kulturdenkmale). Die Anmerkungen sind zu beachten.
Diese Aufzählung ist eine Teilmenge der Liste der Kulturdenkmale in Grimma.

## Gastewitz
| Bild                                    | Bezeichnung                                                         | Lage                 | Datierung                                                                                               | Beschreibung | ID       |
| --------------------------------------- | ------------------------------------------------------------------- | -------------------- | --- | --- | -------- |
| Direkt Bild zu diesem Denkmal hochladen | Wohnstallhaus, Scheune und Vorgarteneinfriedung eines Dreiseithofes | Zur Linde 9 (Karte)  | Um 1860 (Wohnstallhaus); bezeichnet mit 1870 (Scheune)                                                  | Wohnstallhaus schlichter Putzbau, Scheune ebenfalls massiv und verputzt, heimatgeschichtlich von Bedeutung. - Wohnstallhaus: zweigeschossig, Drempel, Giebel mit drei Achsen, mächtiger Baukörper als Hinweis auf florierende Bauernwirtschaft, Bruchstein-Ziegel-Mauerwerk verputzt, Satteldach mit neuer Dacheindeckung, Fenster neu, im Erdgeschoss teilweise Sandstein-Fensterrahmungen, ehemaliger Kuhstall mit Bogenstellungen auf Sandsteinsäulen - Scheune: Bruchstein-Mauerwerk, Ziegelbögen, bezeichnet mit 1870, pfannengedecktes Satteldach - Einfriedung: Staketenzaun auf Bruchsteinmauer - Seitengebäude (Abbruch 2009, bis auf den vorderer Stallteil, dieser ohne Denkmalwert): Bruchstein-Mauerwerk im Erdgeschoss, Obergeschoss Sichtfachwerk mit Lehmfachung, Anfang des 19. Jahrhunderts oder sogar vor 1800, massiver Giebel zur Dorfstraße hin mit drei Achsen, Fenstergewände aus Sandstein, Krüppelwalmdach, im Obergeschoss teilweise Fenster original, Dach schadhaft und an einer Stelle eingestürzt, teilweise originale alte Fenster und Türen, Stall mit Gratgewölben auf Pfeilern | 08966046 |
|                                         | Scheune, Seitengebäude und Torhaus eines Vierseithofes              | Zur Linde 11 (Karte) | 1. Hälfte 19. Jahrhundert (Seitengebäude); bezeichnet mit 1885 (Scheune); bezeichnet mit 1923 (Torhaus) | Seitengebäude Obergeschoss Fachwerk, Scheune und Torhaus massiv, Zeugnis bäuerlicher Bau- und Lebensweise vergangener Zeiten, bau- und ortsgeschichtlich von Bedeutung. - Seitengebäude: zweigeschossig, Erdgeschoss massiv, Obergeschoss Fachwerk, Holztraufe, Krüppelwalmdach, Giebel in Fachwerk - Scheune mit Kumthalle, bezeichnet mit 1885 (Inschrifttafel an Scheune): zweigeschossige Kumthalle, Giebel in Sandstein, Fenstergewände in Sandstein, Überfangbögen in Ziegelstein, Satteldach, Inschrifttafel: „.. Spenke, erbauet 1885“ - Torhaus: zweigeschossig, verputzt, Massivbau, originale Putzgliederung, Giebel über Tor, originales Tor, Inschrifttafel im Giebel „Otto Spenke 1923“, Krüppelwalmdach | 08974304 |

## Tabellenlegende
- Bild: Bild des Kulturdenkmals, ggf. zusätzlich mit einem Link zu weiteren Fotos des Kulturdenkmals im Medienarchiv Wikimedia Commons. Wenn man auf das Kamerasymbol klickt, können Fotos zu Kulturdenkmalen aus dieser Liste hochgeladen werden:
- Bezeichnung: Denkmalgeschützte Objekte und ggf. Bauwerksname des Kulturdenkmals
- Lage: Straßenname und Hausnummer oder Flurstücknummer des Kulturdenkmals. Die Grundsortierung der Liste erfolgt nach dieser Adresse. Der Link (Karte) führt zu verschiedenen Kartendiensten mit der Position des Kulturdenkmals. Fehlt dieser Link, wurden die Koordinaten noch nicht eingetragen. Sind diese bekannt, können sie über ein Tool mit einer Kartenansicht einfach nachgetragen werden. In dieser Kartenansicht sind Kulturdenkmale ohne Koordinaten mit einem roten bzw. orangen Marker dargestellt und können durch Verschieben auf die richtige Position in der Karte mit Koordinaten versehen werden. Kulturdenkmale ohne Bild sind an einem blauen bzw. roten Marker erkennbar.
- Datierung: Baubeginn, Fertigstellung, Datum der Erstnennung oder grobe zeitliche Einordnung entsprechend des Eintrags in der sächsischen Denkmaldatenbank
- Beschreibung: Kurzcharakteristik des Kulturdenkmals entsprechend des Eintrags in der sächsischen Denkmaldatenbank, ggf. ergänzt durch die dort nur selten veröffentlichten Erfassungstexte oder zusätzliche Informationen
- ID: Vom Landesamt für Denkmalpflege Sachsen vergebene, das Kulturdenkmal eindeutig identifizierende Objekt-Nummer. Der Link führt zum PDF-Denkmaldokument des Landesamtes für Denkmalpflege Sachsen. Bei ehemaligen Kulturdenkmalen können die Objektnummern unbekannt sein und deshalb fehlen bzw. die Links von aus der Datenbank entfernten Objektnummern ins Leere führen. Ein ggf. vorhandenes Icon  führt zu den Angaben des Kulturdenkmals bei Wikidata.